# Кулуракія
Кулуракія (грец. κουλουράκια), іноді Кулуракі або Кулурья — традиційне великоднє солодке печиво у Греції, яке готують і їдять увечері Великої Суботи після розговіння. Може мати найрізноманітнішу форму. Вкривається цукровою пудрою або сезамом, іноді додається цедра цитрусових.